# 옥고
옥고(玉沽, 1382년 ~ 1434년)는 조선의 문신이다. 본관은 의령(宜寧). 자는 대수(待售), 호는 응계(凝溪)이다.

## 생애
어렸을 때 아버지를 여의고, 이조 정랑(吏曹正郞)이 되었으나 사직하고 돌아가 어머니를 봉양하니, 사림(士林)이 탄상(歎賞)하지 아니하는 이가 없었다. 야은(冶隱) 길재(吉再)의 문학에서 수학하였다.
1399년(정종(定宗) 1년) 식년(式年) 문과에 동진사(同進士)로 급제하였다. 성균관 학유(成均館學諭)를 거쳐 전적(典籍)과 겸 교수(敎授)에 이르고, 집현전 교리(集賢殿校理), 사간원 정언(司諫院正言), 춘관 낭중(春官郎中), 태상시 소윤(太常寺少尹), 어사부 장령(御史府掌令)을 지냈으며, 외직으로는 안동부 통판(安東府通判), 지대구군사(知大丘郡事)를 지냈다. 청렴(淸廉)하고 근검 근신(勤儉謹愼)하여 청백리(淸白吏)에 녹선되기도 했다. 총명하였으며 정사에서는 엄하고 결단성이 있었다.
옥고가 병에 걸렸을 때에 왕이 의원을 보내어 치료하게 하였다. 1434년(세종 16년) 6월 1일에 장령(掌令) 옥고(玉沽)가 죽으니, 세종이 특별히 관(棺)과 쌀·콩을 아울러 10석을 내려 주었다.
1436년 경상도 군위현(軍威縣) 북쪽 어응곡(於應谷) 을좌(乙坐)에 있는 묘에 장사지냈다.

## 저서
- 《인심선악상반도(人心善惡相反圖)》
- 《음양변역성괘도(陰陽變易成卦圖)》

## 가족
- 증조부 : 생원 옥전백(玉全伯)
  - 조부 : 진사(進士) 옥안덕(玉安德)
    - 아버지 : 진성감무(珍城監務) 옥사미(玉斯美)
    - 숙부 : 옥사온(玉斯溫)
      - 부인 : 노씨(盧氏)
        - 딸 : 조사빈(趙思贇)에게 출가

      - 후부인(後夫人) : 김씨(金氏)
        - 아들 : 사온서 부직장(司醞署副直長) 옥현(玉衒)
          - 손자 : 참군(參軍) 옥자영(玉自英)
          - 손자 : 습독(習讀) 옥자화(玉自華)

        - 딸 : 현감 강기(康耆)에게 출가
        - 딸 : 김보인(金寶仁)에게 출가